# 格雷格·伊斯特布鲁克
格雷格·埃德蒙·伊斯特布鲁克（Gregg Edmund Easterbrook，1953年3月3日—）是一位美国作家，也是新共和和大西洋的特约编辑。他已出版了十本书（六本非小说类書籍、一本幽默小说和三本文学小说），并向一些专栏、杂志和期刊投稿。

## 早年生活和教育
格雷格·伊斯特布鲁克出生於水牛城，他是牙医乔治·伊斯特布鲁克和教师维米·胡佛·伊斯特布鲁克的儿子。伊斯特布鲁克就读于托纳万达镇的肯莫尔西部高中。他拥有科羅拉多學院政治学学士学位和西北大学新闻学硕士学位。

## 职业
1979年，伊斯特布鲁克成为華盛頓月刊的编辑。1981年，他成為大西洋的特约撰稿人，自1988年以来，他一直担任該雜誌的特约编辑。